# Ulrichschlag (Gemeinde Waidhofen)
Ulrichschlag ist eine Ortschaft und eine Katastralgemeinde der Stadtgemeinde Waidhofen an der Thaya im Bezirk Waidhofen an der Thaya im niederösterreichischen Waldviertel mit 110 Einwohnern (Stand 1. Jänner 2024). Bis Ende 1971 war Ulrichschlag eine eigenständige Gemeinde.

## Geografie
Das Dorf befindet sich südöstlich der Stadt Waidhofen in einer leicht nach Westen exponierten Lage und entwässert über den Lensbach in die Thaya. Die Landesstraße L8123 führt durch den Ort und weiter nach Götzles. Am 1. April 2020 umfasste die Ortschaft 52 Adressen.

## Geschichte
Der Ort wurde in einer 1312 ausgestellten Schenkungsurkunde erwähnt und gelangte 1340 an die Herrschaft Altenburg. Die teils gut und teils mittelmäßig bestifteten Landbauern, deren Böden keine besondere Ertragsfähigkeit aufwiesen, bauten darauf Korn, Hafer, ein wenig Weizen, Erdäpfel, Kraut, Rüben und Flachs an und auch deren Viehwirtschaft deckte gerade den unmittelbaren Bedarf, schilderte Schweickhardt die Situation des frühen 19. Jahrhunderts. Im Gegensatz dazu schlugen und handelten sie erfolgreich Holz.
Im Jahr 1822 wurde der Ort als Dorf mit 40 Häusern genannt, das nach Waidhofen eingepfarrt war, wohin auch die Kinder eingeschult wurden. Die Herrschaft Altenburg besaß die Ortsobrigkeit, besorgte die Konskription und hatte die Grundherrschaft inne. Die Landgerichtsbarkeit wurde von der Herrschaft Waidhofen an der Thaya ausgeübt.
Laut Adressbuch von Österreich waren im Jahr 1938 in der Ortsgemeinde Ulrichschlag ein Gastwirt, zwei Gemischtwarenhändler, ein Schmied, ein Schuster, eine Sparkasse, ein Trafikant und einige Landwirte ansässig.
Mit 1. Jänner 1972 wurden im Zuge der Niederösterreichischen Kommunalstrukturverbesserung die bis dahin selbständigen Gemeinden Hollenbach, Puch und Ulrichschlag nach Waidhofen an der Thaya  eingemeindet.